# کاترین داسکا
کاترین داسکا (به انگلیسی: Katerine Duska) (زاده ۶ نوامبر ۱۹۸۹) خواننده یونانی-کانادایی است.
او نماینده یونان در یوروویژن ۲۰۱۹ بود.